# Viroide

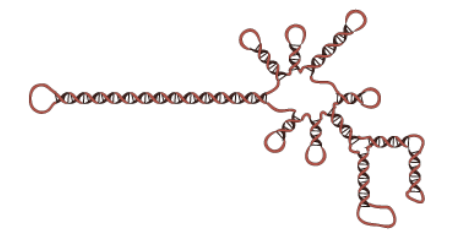
Viroidi della familia Avsunviroidae.

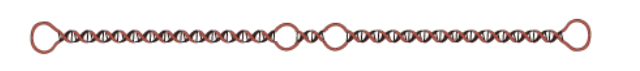
Viroidi della familia Pospiviroidae.

Un viroide è un agente infettivo simile a un virus, costituito da una piccola molecola di RNA circolare (alcune centinaia di nucleotidi) a singolo filamento, non rivestita da capside. I viroidi infettano le piante e possono essere trasmessi mediante semi, pollini e strumenti agricoli.
Un esempio di viroide è l'agente dell'affusolamento dei tuberi di patata (Potato spindle tuber viroid, PSTVd), che può causare ingenti perdite di produzione nelle coltivazioni di patata in paesi a clima secco.
Il viroide fu scoperto nel 1971 dal fitopatologo Theodor O. Diener.
L'RNA dei viroidi non codifica per nessuna proteina, ma presenta il fenomeno dell'RNA interference, con cui causa danni alla cellula infettata; si replica mediante l'RNA polimerasi II della cellula con un intermedio replicativo a doppio filamento. L'unico virus con struttura simile a quella viroide è l'HDV, il virus dell'epatite D.

## Trasmissione
Le infezioni viroidi possono essere trasmesse dagli afidi, mediante contaminazione incrociata a seguito di danni meccanici alle piante causati da pratiche agricole o da una pianta all'altra tramite contatto fogliare.

## Replicazione

Meccanismo di replicazione di un viroide trasmesso per contatto fogliare. Il viroide penetra in ogni cellula vegetale attraverso i plasmodesmi. L'RNA polimerasi II catalizza la sintesi di nuovi viroidi mediante un meccanismo di replicazione a cerchio rotante.

I viroidi si replicano nel nucleo o nei cloroplasti delle cellule vegetali in tre fasi attraverso un meccanismo basato sull'RNA. Richiedono per la replicazione l'RNA polimerasi II, un enzima della cellula ospite normalmente associato alla sintesi dell'mRNA dal DNA, il quale sintetizza il nuovo RNA mediante un meccanismo di replicazione a cerchio rotante, usando il viroide come stampo.

## Viroidi e RNA interference
C'è stata una grande confusione riguardo a come i viroidi siano in grado di indurre sintomi nelle piante senza codificare alcun prodotto delle proteine all'interno della loro sequenza. Gli indizi ora suggeriscono che l'RNA interference sia coinvolto nel processo. In primo luogo, cambiamenti al genoma viroide possono drammaticamente alterarne la virulenza; questo rispecchia il fatto che qualsiasi siRNA prodotto avrebbe meno basi complementari che si appaiano con l'mRNA bersaglio. In secondo luogo, i siRNA corrispondenti alle sequenze dei genomi viroidi sono stati isolati dalle piante infette.
Questo risultato indica che quando i viroidi si replicano mediante dsRNA, essi sono bersagliati dall'enzima Ribonucleasi III e divisi in più siRNA che sono caricati in cima al complesso di silenziamento RNA-indotto. I siRNA viroidi contengono effettivamente sequenze in grado di appaiare basi complementari con gli mRNA della pianta stessa, e l'induzione della degradazione o inibizione della traduzione è ciò che causa i classici sintomi viroidi.